# GW170817
GW170817 va ser una ona gravitacional observada pels observatoris LIGO i VIRGO el 17 d'agost de 2017. Les ones gravitacionals van ser produïdes durant l'últim minut de dues estrelles de neutrons fusionant-se.
A diferència d'altres ones gravitacionals detectades, que eren producte de la fusió de dos forats negres que se suposa que no generen ones electromagnètiques, el resultat final d'aquesta fusió va ser observada per telescopis convencionals, sent la primera observació de l'astronomia multi-missatger.
Tècnicament hi ha tres observacions diferents, i fortes evidències que provenen de la mateixa font astronòmica:
- L'ona gravitacional, amb una durada de 100 segons, i mostra les característiques esperades per una fusió en espiral de dues estrelles de neutrons. Usant els tres detectors (els dos de LIGO i VIRGO), es pot obtenir una situació aproximada al cel de la font.
- L'esclat de raigs gamma GRB 170817A detectat pels satèl·lits Fermi i INTEGRAL 1.7 segons després que s'acabés l'ona gravitacional.[8][9] Aquests detectors tenen poca precisió en la localització, però era compatible amb la localització de l'ona gravitacional. Durant molt de temps s'havia teoritzat que els esclats de raig gamma eren producte de la fusió d'estrelles de neutrons.
- El transitori AT 2017gfo, detectat 11 hores més tard a la galàxia NGC 4993 durant la cerca de la regió del cel indicada per la detecció de les ones gravitacionals.[10] Va ser observat per nombrosos telescopis de diferent tipus, des de radiotelescopis fins a telescopis de raig X. Aquesta observació va continuar durant els dies següents i mostra les característiques típiques de les restes de materia ejectada d'una fusió d'estrelles de neutrons (molta velocitat, núvol de matèria rica en neutrons en refredament).

## Anunci
L'esdeveniment va ser oficialment anunciant el 16 d'octubre en una conferència de premsa al National Press Club a Washington, D.C. i al quarter general de la ESO a Garching bei München a Alemanya.

## Detecció d'ona gravitatòria
La senyal d'ona gravitatòria va durar uns 100 segons, començant a una freqüència de 24 Hz. Va durar aproximadament 300 cicles, incrementant-se en amplitud i freqüència fins a uns pocs centenars d'Hz en el típic patró d'espiral, acabant en un col·lisió a les 12:41:04.4 UTC. Va arribar primer al detector VIRGO a Italia, després de 22 mil·lisegons es va detectar a Livingston a Lousiana, USA i 3 mil·lisegons més tard es va detectar a Hanford, a l'estat de Washington, USA.
Una cerca automàtica computeritzada per part de les dades d'Hanford va disparar una alerta a l'equip de LIGO uns 6 minuts després del succés. L'alerta de raigs gamma ja s'havia enviat (14 segons després del succés), de manera que es va indicar ràpidament la coincidència en el temps dels dos successos. La col·laboració LIGO/VIRGO va enviar una alerta preliminar (amb la localització de l'esclat de raigs gamma) a astrònoms d'arreu per fer el seguiment uns 40 minuts més tard.
La localització al cel del succés requeria la combinació de les dades dels tres interferòmetres. Aquesta feina es va retardar donats dos problemes. Les dades de VIRGO no van estar disponibles immediatament per un problema de transmissió de les mateixes, i les dades de Livingston estaven corrompudes per causa d'un glitch (soroll instrumental de curta durada) uns pocs segons abans del punt crític del senyal. Aquests dos problemes van requerir una anàlisi manual per aconseguir la localització del senyal, que es va anunciar unes 4.5 hores més tard. Amb els tres detectors es va poder localitzar la font en una àrea de 28 graus quadrats al cel amb un 90% de probabilitat.

## Detecció de raigs gamma
La primera senyal electromagnètic detectada va ser GRB 170817A, un esclat curt de raigs gamma, detectat 1.74±0.05 s després de la fusió i va durar uns 2 segons.
La senyal GRB 170817A va ser descoberta pel telescopi de raigs gamma Fermi, amb una alerta emesa 14 segons després de la detecció. Després de la circular de LIGO/Virgo 40 minuts més tard, el processat manual de les dades del telescopi de raigs gamma INTEGRAL va detectar la mateixa senyal. La diferència en el temps d'arribada entre les dues senyals va ajudar a millora la localització al cel.
Aquest GRB va ser relativament lleu donat la proximitat de la galàxia NGC 4993, possiblement perquè els jets no apuntaven directament a la Terra, si no que estaven amb un angle d'uns 30 graus.

## Altres detectors
Segons IceCube, ANTARES i l'Observatori Pierre Auger no es van observar neutrins que fossin consistents amb la font. Una possible explicació per aquesta no-detecció podria ser que els jets no estarien alienats amb la Terra.

Imatge del Hubble de NGC 4993 mostrant GRB170817A després de 6 dies. Crèdit: NASA i ESA

## Origen astrofísic
L'ona gravitacional indicava que el succés estava associat amb la col·lisió de dues estrelles de neutrons amb una massa total de 2.82+0.47−0.09 masses solars. Si s'assumeix una velocitat de rotació lenta, consistent amb altres observacions prèvies, la massa total va ser de 2.74+0.04−0.01 masses solars.
Les masses de les dues estrelles incials tenen una gran incertesa. La més gran (m1) té un 90% de probabilitats d'estar entre 1.36 i 2.26 masses solars, i la més petita (m₂) té un 90% de probabilitats de ser entre 0.86 i 1.36 masses solars. Si s'assumeix una velocitat de rotació lenta, els rangs son de 1.36 a 1.60 masses solars per m1 i 1.17 a 1.36 masses solars per m₂.
La massa chirp, observable directament que es pot aproximar a la mitjana geomètrica de les masses, es va mesurar en 1.188+0.004−0.002 masses solars.
El succés de fusió va seguir com una kilonova. les kilonoves són les candidates a ser les productores de la meitat dels elements químics més pesants que el ferro a l'univers. Es creu que es van formar un total de 16.000 cops la massa de la Terra en elements pesants, dels quals unes 10 masses de la Terra en or i platí.
No se sap amb certesa quin objecte es va produir després de la fusió. Podria ser bé una estrella de neutrons més massiva que cap altra estrella de neutrons coneguda o un forat negre més lleuger que cap conegut.
Les observacions fetes pel telescopi espacial de raigs X Chandra fetes durant els dies 3 i 6 de desembre de 2017 indiquen que el romanent de la fusió és un forat negre.